# Carlos Kalmar
Carlos Kalmar (Montevideo, 26 de febrero de 1958) es un director de orquesta uruguayo de padres austríacos.

## Vida
Kalmar nació en 1958 en Montevideo. Inició sus estudios de violín con seis años. A los quince, se matriculó en la Academia de Música de Viena. Posteriormente continuó su formación musical en la Escuela Superior de Música de Viena, donde se especializó en dirección de orquesta con Karl Österreicher. En 1984 ganó el primer premio de dirección de orquesta "Hans Swarowski".
Carlos y su esposa Britta tienen dos hijas, Svenja y Katja. 

## Carrera
El maestro uruguayo ha trabajado como director de música en la Sinfónica de Hamburgo, la Filarmónica de Stuttgart, la Filarmónica del Teatro Analytische en Dessau y la Niederösterreichisches Tonkünstlerorchester en Viena. También ha dirigido muchas orquestas europeas importantes como la Sinfónica de Radio Berlín, la Sinfónica de la Radio de Viena, la Orchestra della Toscana o la BBC Scottish Symphony Orchestra.
En América es director invitado habitual de la Sinfónica de Baltimore y ha dirigido algún concierto con la Orquesta de Filadelfia y con la Sinfónica de Chicago, entre otras. En Asia ha dirigido la Sinfónica NHK y la Sinfónica Yomiuri Nippon, la Sinfónica de Singapur y la Filarmónica Malasia. Trabajando como director de ópera ha colaborado con la Ópera Estatal de Hamburgo, la Ópera Estatal de Viena o la Ópera Nacional de Bruselas. Ha dirigido producciones de ópera en la Volksoper de Viena, así como en el Festival de Aix-en-Provence y el Carintischer Sommer.
En la temporada 2011-2012 continuó en su octavo año como director musical de la Sinfónica de Oregón y como director titular del Grant Park Music Festival de Chicago. También empezó como director titular y artístico para las próximas cinco temporadas en la Orquesta Sinfónica y Coro de Radio Televisión Española, "una orquesta en Europa", como el propio Kalmar ha llegado a definirla. Su contrato con esta institución finalizó en agosto de 2016.

## Discografía selecta
En cuanto a su repertorio discográfico, Kalmar ha realizado grabaciones con diversas orquestas para sellos discográficos como Cedille Records o Hyperion Records. Ha editado discos con obras estadounidenses de orquesta y repertorio de Karol Szymanowski, Bohuslav Martinů y Béla Bartók. También con la Sinfónica de Chicago ha grabado piezas de Joseph Joachim y Johann Sebastian Bach, además de conciertos con la BBC Scottish Symphony Orchestra.
- 2011 – Music for a Time of War. Obras de Ives, Adams, Britten, Vaughan Williams. Oregon Symphony Orchestra (Pentatone PTC 5186393).
- 2012 – This England. Obras de Elgar, Vaughan Williams, Britten. Oregon Symphony Orchestra (Pentatone PTC 5186471).
- 2015 – Spirit of the American Range. Obras de George Antheil, Walter Piston, Aaron Copland. Oregon Symphony Orchestra (Pentatone PTC 5186481).
- 2017 – Haydn Symphonies. Oregon Symphony Orchestra (Pentatone PTC 5186612).
- 2018 – Aspects of America. Oregon Symphony Orchestra (Pentatone PTC 5186727).[5]